# Die türkischen Gurken (Film)
Die türkischen Gurken ist ein 1961 entstandenes deutsches Schlagerfilm-Lustspiel. Unter der Regie von Rolf Olsen spielen die populären Wiener Darsteller Gunther Philipp, Oskar Sima und Susi Nicoletti die Hauptrollen.

## Handlung
Oskar Schnabel, seines Zeichens Großhändler für Früchte aus dem arabischen Raum, erhält eines Tages von seinem orientalischen Handelspartner ein höchst eigenwilliges und darüber hinaus auch noch reichlich pikantes Geschenk: der brave Ehemann und Vater einer längst erwachsenen Tochter namens Ruthlinde soll ein Dutzend gut gebaute und hübsche Haremsdamen in Empfang nehmen. Wie aber soll der kreuzbrave Biedermann dies seiner holden Gattin Susanne bloß erklären? Dazu kommt noch, dass die Mädchen von einer Art Anstandswauwau begleitet werden.
Oskar hat die zündende Idee: kurzerhand deklariert er die Haremstänzerinnen zu türkischen Gurken, woraufhin Susanne misstrauisch zu werden beginnt und diese „Gurken“ etwas näher unter die Lupe nehmen will. Nun benötigt Schnabel unbedingt die Hilfe seines Schwiegersohns in spe, des Zahnarztes Siegfried König, eines liebenswerten Tollpatschs mit Showtalent. Ehe beide Männer die Damen wieder in Richtung Orient zurückschicken können, müssen Schnabel und König noch einige Abenteuer und die Zuschauer mehrere Gesangs- und Tanzeinlagen überstehen.

## Produktionsnotizen
Die türkischen Gurken wurde Ende 1961 gedreht und am 22. März 1962 uraufgeführt. Die österreichische Erstaufführung fand am 11. Mai 1962 statt.
Die Bauten entwarf das Ehepaar Otto Pischinger und Herta Hareiter.

## Kritiken
Paimann’s Filmlisten resümierte: „Glücklicherweise von sicheren Komikern gebotener, primitiver Klamauk in xmal gesehenen Situationen mit ebensolchen Possenfiguren und ‚Einfällen‘ unter recht loser Regie.“

„Ein mit viel Schlager-Allerlei gestrecktes Lustspiel auf dem Niveau einer Dorfschmiere.“